# Talosaari

Talosaari (suédois : Husö) est une presqu'île et un quartier du district de Östersundom à Helsinki en Finlande. Talosaari fut une île mais à la suite du rebond post-glaciaire le détroit qui la séparait du continent a été comblé.

## Description
Le quartier de Talosaari (en finnois : Talosaaren kaupunginosa) a une superficie de 1,98 km2. Au 1er janvier 2010, sa population s'élève à 66 habitants. Talosaari faisait partie de Sipoo avant d'être rattaché en 2009 à Östersundom.
Au début des années 1970, Talosaari devait devenir comme une zone résidentielle dense.
Au milieu des années 1970, le manoir de Talosaari devait devenir un centre de loisirs pour personnes âgées. 
À différentes étapes, il a été proposé de construire à Talosaari tantôt une centrale nucléaire, tantôt un port pour hydravions ou des jardins familiaux. 
Finalement, la zone a été développée comme une zone de loisirs en plein air.
Le centre équestre Husö fonctionne a Talosaari.